# Махоттари (район)
Махоттари (непальск. महोत्तरी जिल्ला) — один из 75 районов Непала. Входит в состав зоны Джанакпур, которая, в свою очередь, входит в состав Центрального региона страны. Административный центр — город Джалешвар.
Граничит с районом Сарлахи (на западе), районом Синдхули (на севере), районом Дхануса (на востоке) и с индийским штатом Бихар (на юге). Площадь района составляет 1002 км².
Население по данным переписи 2011 года составляет 627 580 человек, из них 311 016 мужчин и 316 564 женщины. По данным переписи 2001 года население насчитывало 553 481 человек. 84,24 % населения исповедуют индуизм; 13,34 % — ислам; 2,02 % — буддизм; 0,14 % — христианство.